# Глотис
Глотис (грч. glōttís) је анатомски део средњег дела гркљана (ларинкса) и најужи део лумена гркљана, или простор који је омеђен гласним жицама, вокалним делом аритеноидне хрскавице и интераритеноидним подручјем. Глотис је вокални апарат гркљана намењен за образовање гласа, заједно са гласним жицама, слузокожом гркљана и отвором који их ограничава.

## Анатомија
Анатомски, глотис се односи на вокални апарат гркљана, који се састоји од:
- правих гласних жица (гласних жица),
- издужене пукотине (лат. rima glottidis) или пукотина између гласних набора испред, и база и вокалних израслина аритеноидних хрскавица иза. Она је најужи део шупљине гркљана, а њен ниво одговара базама аритеноидних хрскавица.

Зато је глотис је подељен на два дела: већи предњи интрамембрански део (лат. glottis vocalis), који износи око три петине дужине целог отвора, и задњи интеркартилагинални део (лат. glottis respiratoria). Позади је ограничен слузокожом која пролази између аритеноидних хрскавица.
Дужина глотиса код мушкараца је око 23 мм а код жена од 17 до 18 мм.
Глотис се налази у средњем делу гркљанске или ларингеалне шупљини, коју зовемо средњи спрат гркљана, између горњег спрата гркљана (супраглотиса) и доњег спрата гркљана (субглотиса). Позади је глотис ограничен слузокожом која пролази између аритеноидних хрскавица (интераритеноидни набор).
Улога глотиса је производња звука (гласова) уз помоћ вибрација гласних набора када ваздух пролази кроз издужену пукотину гркљана.

## Физиологија
Ширина и облик издужене пукотине (лат. rima glottidis) варирају у зависности од покрета гласних набора и аритеноидних хрскавица током дисања и фонације. У стању мировања, када ове структуре нису под утицајем мишићног деловања, као код тихог дисања, интрамембрански део је троугласт, са врхом испред и основом позади - ова последња је представљена линијом, око 8 мм. дугачком, која повезујући предње крајеве вокалних наставка, док су медијалне површине аритеноида паралелне једна са другом, па је интерхрскавични део правоугаоног облика.
Приликом екстремне адукције гласних набора, као код емитовања високог тона, интрамембрански део се апозицијом гласних набора своди на линеарни прорез, док је интерхрскавични део троугластог облика, чији врх одговара предњим крајевима вокални процеси аритеноида, који су апроксимирани медијалном ротацијом хрскавице.
Супротно адукцији, код екстремне абдукције гласних набора, као код принудног удаха, аритеноиди и њихови вокални наставци су ротирани бочно, а интерхрскавични део је троугластог облика али са врхом усмереним уназад. У овом стању цео глотис је донекле у облику лозенге, стране интрамембранозног дела се разилазе од напред уназад, а интерхрскавичног дела се разилазе одострага напред - најшири део отвора одговара спојевима гласних набора за гласницу процеси.
Произведена вибрација је суштинска компонента звучних сугласника као и самогласникa. Ако су гласнице раздвојене, ваздух струји између њих не изазивајући вибрације, као у производњи безвучних сугласника. Гласови у стандардном српском језику се деле на:
- самогласнике (вокале): а, е, и, о, у
- сугласнике (консонанте): б, в, г, д, ђ, ж, з, ј, к, л, љ, м, н, њ, п, р, с, т, ћ, ф, х, ц, ч, џ,

Глотис је такође важан у Валсалва маневру.

## Галерија
- Гркљан, ждрело и језик.
- Улаз у гркљан, гледано од позади.
- Улаз у гркљан.
- Глотис

- Гркљан, ждрело и језик. Дубока дисекција поглед са задње стране.